# NGC 716
NGC 716 est une galaxie spirale barrée située dans la constellation du Bélier. Sa vitesse par rapport au fond diffus cosmologique est de 4 275 ± 20 km/s, ce qui correspond à une distance de Hubble de 63,1 ± 4,4 Mpc (∼206 millions d'al). NGC 716 a été découverte par l'astronome américain Lewis Swift en 1886. Cette galaxie a aussi été observée par l'astronome français Guillaume Bigourdan le 1er janvier 1892  et elle a été ajoutée à l'Index Catalogue sous la désignation IC 1743.

## Caractéristiques
La classe de luminosité de NGC 716 est I et elle présente une large raie HI. Elle renferme également des régions d'hydrogène ionisé.

### Distance
Sa vitesse par rapport au fond diffus cosmologique est de 4 275 ± 20 km/s, ce qui correspond à une distance de Hubble de 63,1 ± 4,4 Mpc (∼206 millions d'al).
À ce jour, 12 mesures non basées sur le décalage vers le rouge (redshift) donnent une distance de 53,550 ± 8,344 Mpc (∼175 millions d'al), ce qui est à l'intérieur des valeurs de la distance de Hubble. Notons cependant que c'est avec la valeur moyenne des mesures indépendantes, lorsqu'elles existent, que la base de données NASA/IPAC calcule le diamètre d'une galaxie et qu'en conséquence le diamètre de NGC 716 pourrait être d'environ 38,5 kpc (∼126 000 al) si on utilisait la distance de Hubble pour le calculer.

### Luminosité dans l'infrarouge
La luminosité de la galaxie de NGC 716 dans l'infrarouge lointain (de 40 à 400 µm) est égale à 5,75 × 1010 {\displaystyle L_{\odot }} (1010,76{\displaystyle L_{\odot }}) et sa luminosité totale dans l'infrarouge (de 8 à 1 000 µm) est de 7,94 × 1010 {\displaystyle L_{\odot }} (1010,90{\displaystyle L_{\odot }}).